# Gantiganahalli, Koratagere
Gantiganahalli là một làng thuộc tehsil Koratagere, huyện Tumkur, bang Karnataka, Ấn Độ.